# Земко Андрій Петрович
Андрій Петрович Земко (рос. Андрей Петрович Земко; нар. 26 травня 1961, Ангарськ, СРСР — пом. 2 липня 1988, Тольятті) — радянський хокеїст, центральний нападник. Майстер спорту СРСР.

## Біографія
Вихованець ангарського хокею. Разом з Сергієм Земченком розпочинав у дитячій команді «Чайка» під керівництвом Льва Анісімова. Брав участь у турнірі «Золота шайба». Згодом обох хлопців запросили до юнацької команди «Єрмака». Тренер В'ячеслав Соколов створив атакувальну ланку Земченко — Земко — Овчинников, і в такому складі вона виступала за сибірський клуб, київський «Сокіл» та молодіжну збірну Радянського Союзу. У команді майстрів «Єрмака» дебютував у 17 років. За два сезони виступів у другій лізі закинув три шайби.
Влітку 1980 року Земка і Овчинникова запросили до «Сокола», а Земченко там вже виступав з кінця минулого сезону. У складі молодіжної збірної СРСР здобув бронзову нагороду на чемпіонаті світу 1981 року в Німеччині. На турнірі провів п'ять матчів і одного разу вразив ворота суперника. Протягом всієї кар'єри виступав на позиції центрального нападника. У чемпіонаті 84/85 втратив місце в основному складі київського клуба. Провів лише тринадцять лігових матчів із сорока. В середині сезону був переведений до іншої київської команди — ШВСМ, яка виступала в другій лізі. Всього у вищій лізі провів 172 матчі, закинув 30 шайб, зробив 14 результативних передач.
Наступні три роки виступав за «Торпедо» (Тольятті). У першому сезоні команда посіла третє місце в перехідному турніру за право виступу в еліті радянського хокею. В першій лізі провів 175 матчів, закинув 38 шайб, зробив 25 результативних передач.
2 липня 1988 року, після тренувального кросу, Андрій Земко не повернувся на спортивну базу. Його знайшли на узбіччі дороги мертвим. Після розтину медики так і не прийшли до одностайної думки: що ж стало причиною його смерті — серце, печінка, нирки або жовтий шлейф отруйного диму з труб хімічного підприємства Тольятті, який здавна доставляв місцевим жителям чимало клопоту. Ніякого розслідування проведено не було. У всякому разі, про результати такого не повідомлялося.

## Статистика
| Сезон                    | Команда                  | Ліга                     | І   | Г  | П  | 0  |
| ------------------------ | ------------------------ | ------------------------ | --- | -- | -- | -- |
| 1978/79                  | «Єрмак» (Ангарськ)       | друга                    | 38  | 9  | 2  | 11 |
| 1979/80                  | «Єрмак» (Ангарськ)       | друга                    | 44  | 4  | 3  | 7  |
| 1980/81                  | «Сокіл» (Київ)           | вища                     | 49  | 9  | 5  | 14 |
| 1981/82                  | «Сокіл» (Київ)           | вища                     | 45  | 10 | 7  | 17 |
| 1982/83                  | «Сокіл» (Київ)           | вища                     | 30  | 3  | 0  | 3  |
| 1983/84                  | «Сокіл» (Київ)           | вища                     | 35  | 6  | 6  | 12 |
| 1984/85                  | «Сокіл» (Київ)           | вища                     | 13  | 2  | 1  | 3  |
| 1984/85                  | ШВСМ (Київ)              | друга                    | 28  | 8  | 4  | 12 |
| 1985/86                  | «Торпедо» (Тольятті)     | перша                    | 42  | 13 | 12 | 25 |
| 1986/87                  | «Торпедо» (Тольятті)     | перша                    | 63  | 11 | 7  | 18 |
| 1987/88                  | «Торпедо» (Тольятті)     | перша                    | 70  | 14 | 6  | 20 |
| Усього у вищій лізі СРСР | Усього у вищій лізі СРСР | Усього у вищій лізі СРСР | 172 | 30 | 19 | 49 |